# Mircea Ștefan Zăgănescu
Mircea Ștefan Zăgănescu (n. 9 februarie 1923, Giurgiu - d. 14 aprilie 1998) a fost un profesor universitar român, doctor în fizică, Președinte al Comisiei de Astronautică de pe lângă Academia Română și cercetător în astrofizică la NASA.

## Educație
S-a născut într-o familie înstărită, tatăl său, Remus Zăgănescu, fiind proprietar al Fabricii de bere și al Fabricii de Marmeladă din Giurgiu și senator liberal în perioada interbelică.
A absolvit școala primară și Liceul „Ion Maiorescu” din Giurgiu în 1940. A urmat Universitatea Politehnică din Timișoara, secția electrotehnică și în paralel Facultatea de matematică-fizică.

## Activitate
A fost profesor de fizică la un liceu din Timișoara, iar în 1945 a intrat în învățământul superior, ca asistent la catedra de fizică a Institutului de Siderurgie din Timișoara, unde a organizat laboratorul de lucrări practice. După desființarea acestuia, a fost numit asistent la Institutul Pedagogic de trei ani din Timișoara în octombrie 1952, apoi lector în 1953. Împreună cu profesorul C. Sălceanu a organizat laboratorul de lucrări practice pentru studenții de la mecanică, optică și fizică atomică.
În 1964 a fost numit conferențiar la Facultatea de fizică a Universității din Timișoara, iar în 1974 profesor titular, fiind de două ori șef al Catedrei de mecanică, optică și fizică teoretică. Între 1968 și 1979 a fost prodecan.
În 1968 a contribuit la înființarea Departamentului de Chimie Anorganică, Analitică și Tehnologică, precum și a Departamentului de Chimie Organică și Fizică în cadrul Facultății de Fizică din Timișoara.
În 1972 a devenit doctor al Universității din Craiova, iar în 1978 și-a luat docența la aceeași facultate.
A fost membru al Societății Americane de Fizică, membru al Societății Europene de Fizică (EPS) și membru al Societății Americane de Matematică (AMS). A fost Președinte al Comisiei de Astronautică de pe lângă Academia Română timp de 20 de ani. În perioada 1996 - 1998 a fost cercetător în astrofizică la NASA.

### Lucrări:
A contribuit la înființarea laboratoarelor de spectroscopie, de raze x, de creșteri de monocristale, de optică. A condus un seminar de fizică teoretică și a elaborat cursuri pentru formarea viitorilor specialiști:
- Curs de Termodinamică, de Fizică Statică, de Electricitate (în colaborare cu I. Taro)
- Curs de Optică și Structura materiei (în colaborare cu C. Sălceanu)
- Curs de Fizică Teoretică (2 volume), aflat printre primele cursuri din țară care au tratat electrodinamica cuantică

A publicat lucrări științifice în țară și în străinătate, abordând domenii de specialitate precum: matematica, teoria relativității, teoria clasică a câmpului, electrodinamică, mecanică cuantică, teoria cuantică a câmpului, fizica moleculară, fizica corpului solid, magnetohidrodinamică, modelare electrică, teoria sistemelor, mecanica punctului de masă variabilă.
Alături de alți trei colaboratori, este menționat pe certificatul de inventator privind o Metodă pentru determinarea concentrației nidiului în stratul de glisare al cuzineților.
A publicat primul preprint din Universitatea din Timișoara în 1968, punând bazele seriei de preprinturi UTFT. A publicat primul articol cu afilierea Universității de Vest din Timișoara menționat în baza de date Scopus, o bază de date bibliografică și bibliometrică în format online.

## Distincții
A fost distins cu Medalia Muncii în 1969, în perioada când era conferențiar la Universitatea din Timișoara.